# Målvaktsmål
Målvaktsmål är en sportterm som innebär att en målvakt gör mål på motståndarlaget. Att en målvakt gör mål är ovanligt i de flesta sporter såsom fotboll och ishockey då målvakten huvuduppgift är att bevaka samt försvara det egna målet, därmed befinner sig långt från motståndarlagets mål och långt från möjligheten att göra mål. Under speciella tillfällen inträffar det dock och eftersom målvakten är den mest otänkbara målskytten så får det stor uppmärksamhet när det inträffar.

## Fotboll
Den vanligaste typen av målvaktsmål i fotboll är från straffsparkar eller frisparkar slagna av målvakten från en position i närheten av motståndarnas målbur.
Mer sällsynt är då målvakten gör en lång ut- eller inspark eller frispark från egen planhalva, en spark som normalt är ämnad att nå en egen anfallare, men sedan går över eller förbi motståndarlagets målvakt in i mål. Detta inträffade bland annat när Paul Robinson gjorde mål för Tottenham mot Watford 2007 efter att ha slagit en frispark från eget straffområde. Ett annat form av målvaktsmål är när målvakten i slutminuterna, och när egna laget måste göra mål för att uppnå ett visst resultat, lämnar sin egen målbur och springer upp till motståndarnas straffområde för att delta i anfallsspelet i samband med en hörna eller frispark.
Ytterst sällsynt är att målvakten dribblar sig igenom motståndarlaget och gör mål, men det förekommer.

### Målvakter som gjort mål

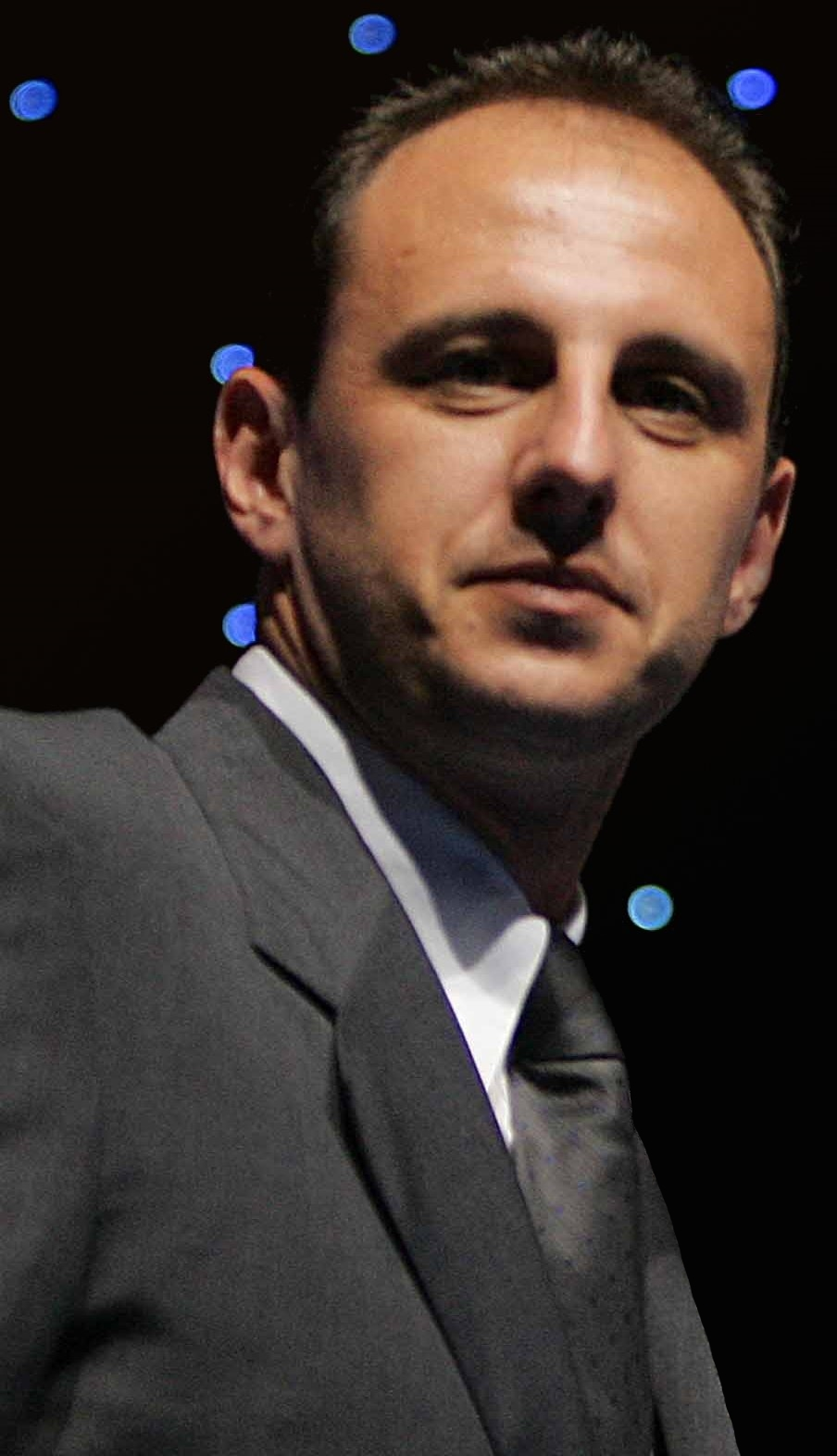
Rogério Ceni

José Luis Chilavert och Rogério Ceni var specialiserade på utespel och följde med laget upp i vissa anfall. Chilavert är den enda målvakt som gjort hattrick i en match efter att ha gjort tre straffmål (Vélez-Ferro Carril Oeste, 1999). Ceni är den målvakt som gjort flest mål, 102 stycken, samtliga genom straff- eller frispark. Bägge dessa målvakter var oftast ordinarie straff- eller frisparkskytt i de klubblag de spelade. René Higuita och Jorge Campos var även de bra på utespel och gjorde mål för sina lag.
Tysken Hans-Jörg Butt är en duktig straffspecialist och i många klubblag varit förstestraffskytt. Säsongen 1999/2000 gjorde Butt hela sju ligamål för Hamburger SV och när han sedan bytte till Bayer Leverkusen blev han lagets straffskytt i många säsonger. Han är även den förste målvakten att ha gjort mål i Champions League.
Pat Jennings som gjorde mål för Tottenham mot Manchester United 1967 i Charity Shield, efter en utspark. Ett väldigt uppskattat mål eftersom Tottenham vann finalen.
Ett annat omtalat tillfälle var när Jimmy Glass 1999 gjorde mål efter en hörna i slutsekunderna och räddade Carlisle United kvar i The Football League. Ytterligare ett målvaktsmål skedde när Andres Palop i Uefa-cupen 2007 räddade Sevilla kvar i andra åttondelsfinalen och tog laget till en förlängning som man sedan vann.
I allsvenskan i fotboll var Landskrona BoIS målvakt Ronny Sörensson ordinarie straffskytt under 1974. Han gjorde fyra straffmål och räddade de tre straffar som dömdes mot laget den säsongen.

## Ishockey
Inom ishockey förekommer det att målvakten gör mål, oftast i samband med att motståndarlaget i slutet av matchen tagit ut sin målvakt och satt in en extra utespelare och målvakten skjuter iväg pucken från egen målbur in i det tomma motståndarmålet. Ett sådant mål gjorde bl.a. den forne landslagsmålvakten Kjell Svensson för sin klubb Södertälje SK 1963. Ett annat exempel är Linus Ullmark som den 25/2 2023 gjorde det första målvaktsmålet i Boston Bruins historia.  Jarmo Myllys från Finland, är hittills den enda målvakt i SHL som gjort två mål, båda för Luleå HF. Det ena mot Leksands IF 1999 och det andra mot Malmö IF 2000.
Inom ishockey förekommer inte begreppet självmål utan alla mål tillskrivs alltid den motståndare som sist rörde pucken. Sådana mål har tillskrivits målvakten både inom både svensk ishockey och NHL.